# Eois trinotata
Eois trinotata är en fjärilsart som beskrevs av W. Warren 1895. Eois trinotata ingår i släktet Eois och familjen mätare. Inga underarter finns listade i Catalogue of Life.